# أبو سنيطة
أبو سنيطة إحدى قرى مركز الباجور التابع لمحافظة المنوفية في جمهورية مصر العربية.

## التاريخ
قرية أبو سنيطة من القرى القديمة، حيث وردت باسم «منيل أبو سنيطة» في أعمال المنوفية ضمن قرى الروك الناصري التي أحصاها ابن الجيعان في كتاب «التحفة السنية بأسماء البلاد المصرية». وفي العصر العثماني وردت باسم «منيل أبو سنيطة» في التربيع العثماني الذي أجراه الوالي العثماني سليمان باشا الخادم في عصر السلطان العثماني سليمان القانوني ضمن قرى ولاية المنوفية، وفي تاريخ 1228هـ/1813م الذي عدّ قرى مصر بعد المسح الذي قام به محمد علي باشا باسم «أبو سنيطة» ضمن قرى مديرية المنوفية.

## السكان
بلغ عدد سكان أبو سنيطة 5,278 نسمة، حسب الإحصاء الرسمي لعام 2006.